# Villaescobedo
Villaescobedo és una localitat i també una Entitat local menor de Castella la Vella, avui comunitat autònoma de Castella i Lleó, a la província de Burgos (Espanya). Està situada a la comarca de Páramos i a l'actualitat depèn de l'Ajuntament de Valle de Valdelucio.
El seu batlle pedani és Francisco José Gutiérrez Torices, del (PSOE).

## Població
L'any 2004 hi vivien 12 habitants; l'any 2006 tenia 14 habitants..

## Situació
És a prop de la N-627, de Llanillo i de Respenda de Aguilar, a prop del límit amb la província de Palència. Es troba a 5,5 km de la capital del municipi, Quintanas. Dins del seu terme es troba el paratge de La Lora, a 1.154 metres d'altitud. També hi neix el rierol de Mundilla, afluent del riu Rudrón.
Wikimapia/Coordenades: 42°44'27"N 4°5'12"W

## Esglésies de Valle del Valdelucio
- Corralejo: Església de San Román
- Fuencaliente de Lucio: Església de San Juan Bautista Degollado
- Pedrosa de Valdelucio: Església de Santa Eulalia i Ermita de Nuestra Señora de la Vega
- Renedo de La Escalera: Església de Nuestra Señora de la Asunción
- Solanas de Valdelucio: Església de San Cristóbal
- Villaescobedo: Església de Nuestra Señora de la Concepción

## Història
El lloc formava part de la Cuadrilla de Valdelucio al Partit de Villadiego, un dels catorze que formaven la Intendència de Burgos, durant el període entre 1785 i 1833, al Cens de Floridablanca de 1787, jurisdicció de senyoriu essent el seu titular el Duc de Frías, batlle pedani.